# Pave Alexander 7.
Pave Alexander 7. (13. februar 1599 – 22. maj 1667) var pave fra år 1655, hvor han blev valgt, frem til sin død i 1667.